# Yannis Mbombo
Yannis Mbombo Lokwa, född 8 april 1994 i Bryssel, är en belgisk fotbollsspelare (anfallare).

## Karriär
Mbombo började sin proffskarriär i belgiska Standard Liège 2013. Debutmatchen spelade han den 12 december 2013 i en Uefa Europa League-match mot IF Elfsborg. Mbombo startade matchen och gjorde Standard Lièges enda mål. Matchen slutade dock ändå med en 3–1-förlust.
Den 17 januari 2017 skrev Mbombo på ett kontrakt med Örebro SK.